# Ghulam
Ghulam (Hindi: ग़ुलाम, Urdu: غلام, übersetzt: Sklave) ist ein erfolgreicher Bollywoodfilm aus dem Jahr 1998. Der Film ist eine Neuverfilmung des Hollywoodfilms Die Faust im Nacken mit Marlon Brando aus dem Jahr 1954.

## Handlung
Siddharth ist ein Kleinkrimineller und Boxer. Sein Bruder Jai arbeitet für den Gangster Raunak Singh, auch Ronnie genannt. Ronnie wird von allen respektiert, da er bekannt ist für sein hartes Durchgreifen in seinem Quartier.
Eines Tages tritt die schöne Alisha in Siddharths Leben. Sie stammt aus reichem Hause und hängt mit Motorradfahrern ab. Sofort verliebt er sich in sie. Auch macht Siddharth Bekanntschaft mit dem Sozialarbeiter Hari, dessen Ehrgeiz ihn an seinen Vater erinnert. Hari setzt sich sehr für das Quartier ein und dies ist Singh ein Dorn im Auge und lässt ihn töten. Siddharth wird Zeuge dieser Tat.
Außerdem erfährt Siddharth später zusätzlich, dass Hari Alishas Bruder war und beschließt nach langem Hin und Her gegen die Gangster auszusagen. Schließlich kommt bei der Gerichtsverhandlung die ganze Wahrheit ans Licht.

## Sonstiges
In diesem Film wurde Rani Mukerjis Stimme synchronisiert. Rani ist bekannt für ihre unverwechselbare raue Stimme.
Der Hitsong Aati Kya Khandala? (Willst du nach Khandala kommen?), der übrigens auch von Aamir Khan gesungen wurde, machte Rani bekannt als das Khandala Girl. Dieser Song wurde auch in dem Film Kabhi Khushi Kabhie Gham bei der Geburtstagsfeier von Yash Raichand  vorgeführt und war eine Hommage an Rani, die in diesem Film eine kleine Gastrolle hatte.

## Auszeichnungen
- Filmfare Award/Beste Filmszene (1999)
- Zee Cine Award/Lux Face of the Year an Rani Mukherjee (1999)